# MySims SkyHeroes
MySims SkyHeroes — это видеоигра, разработанная компанией Behaviour Interactive и издаваемая компанией Electronic Arts, шестая по-счёту в серии игр MySims.  Игра вышла 28 сентября 2010 года для Wii, Nintendo DS, Xbox 360, PlayStation 3. Это первая игра данной серии, разработанная для  Xbox 360 и PlayStation 3.

## Геймплей
MySims SkyHeroes — авиационный симулятор, в который можно играть в режимах одиночной кампании, боя, совместного прохождения. Также в игре имеется онлайн-мультиплеер.

## Рейтинг
| Сводный рейтинг | Сводный рейтинг |
| Агрегатор       | Оценка          |
| --------------- | --------------- |
| GameRankings    | 62,42 %         |

Игра получила смешанные отзывы от критиков. IGN, оценивая версию игры для Xbox 360, выставили балл 7.0, при этом отметив качество графики в игре. Также критики из IGN оценили версию игры для Wii, при этом отметив, что в игре имеется простое управление, но заявив, что игра не имеет ничего особенного. Также IGN оцени версию игры для Nintendo DS, поставив оценку 5.0, отметив, что MySims SkyHeroes, как ни странно, сложнее и приносит гораздо меньше удовольствия, чем её версии для других устройств. Критики из GameSpot оценили версию игры для Xbox 360, выставив отметку со счётом 4.5 баллов.